# Leonardo Tavares
Leonardo Tavares (* 20. Februar 1984 in Espinho) ist ein ehemaliger portugiesischer Tennisspieler.

## Werdegang
Tavares nahm seit 2001 am Profitennis teil. Er ging überwiegend bei Future- und Challenger-Turnieren an den Start. Im August 2009 erreichte er im italienischen Manerbio erstmals das Finale eines Challenger-Turniers. Im Doppel konnte er fünf Titel mit wechselnden Partnern gewinnen. Seine höchsten Weltranglistenplatzierungen erreichte er im Einzel im August 2010 mit Rang 186, im Doppel im September 2010 mit Rang 95.
Von 2002 bis 2011 bestritt er 31 Spiele für die portugiesische Davis-Cup-Mannschaft und hat eine Bilanz von 15:16.
2016 spielte er letztmals ein Profiturnier.

## Erfolge
| Legende (Anzahl der Siege)  |
| Grand Slam                  |
| ATP World Tour Finals       |
| ATP World Tour Masters 1000 |
| ATP World Tour 500          |
| ATP World Tour 250          |
| ATP Challenger Tour (5)     |

### Doppel

#### Turniersiege
| Nr. | Datum             | Turnier      | Belag     | Partner         | Finalgegner                     | Ergebnis         |
| --- | ----------------- | ------------ | --------- | --------------- | ------------------------------- | ---------------- |
| 1.  | 22. November 2009 | Cancún       | Sand      | Andre Begemann  | Greg Ouellette Adil Shamasdin   | 6:1 6:76, [10:8] |
| 2.  | 25. April 2010    | Curitiba     | Sand      | Dominik Meffert | Ramón Delgado André Sá          | 3:6, 6:2, [10:4] |
| 3.  | 6. Juni 2010      | Ojai         | Hartplatz | Artem Sitak     | Harsh Mankad Izak van der Merwe | 4:6, 6:4, [10:8] |
| 4.  | 4. Juli 2010      | Braunschweig | Sand      | Simone Vagnozzi | Igor Kunizyn Juri Schtschukin   | 7:5, 7:64        |
| 5.  | 1. August 2010    | Tampere      | Sand      | João Sousa      | Andis Juška Deniss Pavlovs      | 7:63, 7:5        |